# هیدروفسفونیل‌دار کردن
در شیمی هیدروفسفونیل‌دار کردن یا هیدروفسفونیلاسیون به هر واکنشی گفته می‌شود که در آن یک واکنش افزایشی در طول یک پیوند دوگانه، یک گروه فسفونات (RP(O)(OR')2) ایجاد می‌شود. به عنوان مثال می‌توان به واکنش کاباچنیک-فیلدز اشاره کرد، که در آن یک دی‌آلکیلفسفیت در طول یک ایمین واکنش داده و یک آمینوفسفونات تشکیل می‌دهد. واکنش توسط بازها کاتالیز می‌شود و در معرض کاتالیزور آلی قرار می‌گیرد. علف کش رایج گلیفوسات یکی از ترکیبات مهم تولید شده توسط این نوع واکنش‌ها است.

## واکنش‌های هیدروفسفونیل‌دار کردن
- Kabachnik–Fields reaction
- Pudovik reaction
- Abramov reaction

## همچنین ببینید
- هیدروفسفیناسیون - افزودن یک مشتق فسفین (PHR2) در یک پیوند دوگانه